# Ходкув (Мазовецьке воєводство)
Ходкув (пол. Chodków) — село в Польщі, у гміні Ґловачув Козеницького повіту Мазовецького воєводства.
Населення — 52 особи (2011).
У 1975-1998 роках село належало до Радомського воєводства.

## Демографія
Демографічна структура станом на 31 березня 2011 року:
|          | Загалом | Допрацездатний вік | Працездатний вік | Постпрацездатний вік |
| -------- | ------- | ------------------ | ---------------- | -------------------- |
| Чоловіки | 31      | 7                  | 21               | 3                    |
| Жінки    | 21      | 1                  | 13               | 7                    |
| Разом    | 52      | 8                  | 34               | 10                   |